# Agata Durajczyk
Agata Durajczyk (Danzica, 19 agosto 1989) è una pallavolista polacca.
Gioca nel ruolo di libero nel Budowlani Łódź.

## Carriera
La carriera di Agata Durajczyk inizia nella stagione 2007-08, quando debutta nella PlusLiga polacca con la maglia del Gedania, club della sua città natale, dove gioca per due annate. Nel campionato 2009-10 si trasferisce allo Stal Mielec, militandovi nuovamente per due annate, prima di approdare nel campionato 2011-12 all'AZS Białystok.
Nella stagione 2012-13 viene ingaggiata dal Budowlani Łódź, dove ha un'altra esperienza biennale: nel 2014 riceve le prime convocazioni nella nazionale polacca, debuttandovi in occasione della European League. Nella stagione 2014-15 approda all'Atom Trefl Sopot, dove resta per due annate, vincendo la Coppa di Polonia, premiata anche come miglior difesa del torneo, e raggiungendo sia le finali scudetto che la finale di Coppa CEV; con la nazionale vince la medaglia d'argento ai I Giochi europei.
Si trasferisce in Italia per il campionato 2016-17, vestendo la meglia del Busto Arsizio, in Serie A1: tuttavia nel campionato successivo torna a difendere i colori del Budowlani Łódź, in Liga Siatkówki Kobiet con cui conquista due Supercoppe e la Coppa di Polonia.

## Palmarès

### Club
- Coppa di Polonia: 2

2014-15, 2017-18
- Supercoppa polacca: 2

2017, 2018

### Nazionale (competizioni minori)
- Giochi europei 2015

### Premi individuali
- 2015 - Coppa di Polonia: Miglior difesa